# Райнсбюттель
Райнсбюттель (нім. Reinsbüttel) — громада в Німеччині, розташована в землі Шлезвіг-Гольштейн. Входить до складу району Дітмаршен. Складова частина об'єднання громад Бюзум-Вессельбурен.
Площа — 6,83 км2. Населення становить 408 ос. (станом на 31 грудня 2020).